# Miguel Ángel Oliver
Miguel Ángel Oliver Fernández (Madrid, 7 de noviembre de 1963) es un periodista español, conocido principalmente por su extensa carrera en la cadena nacional Cuatro. Además, entre 2018 y 2021 fue secretario de Estado de Comunicación durante el mandato de Pedro Sánchez y, desde diciembre de 2023, es el presidente de la Agencia EFE.

## Biografía
Licenciado en Ciencias de la Información por la Universidad Complutense de Madrid. Está casado y tiene tres hijos.

## Trayectoria
Trabajó en la Cadena Ser desde 1983 hasta 2005. Su incorporación a la Sociedad Española de Radiodifusión se produjo como becario del Gabinete de Estudios y Ciencias de la Comunicación. Tras este período de aprendizaje, fue destinado en 1984 a Radio Bilbao, donde permaneció hasta 1988.
Tras su reincorporación a la redacción central de la SER, en 1988, pasó por los equipos informativos de Matinal y Redacción Madrid. Posteriormente fue nombrado director de Hora 20 y subdirector de Hora 25 en 1997, cargos que desempeñó hasta 2000, cuando pasó a dirigir el programa El Foro y se hizo cargo como redactor-jefe de la sección de información local de Radio Madrid. A partir de 2000 simultaneó esta tarea con las sustituciones de Iñaki Gabilondo en el programa Hoy por Hoy. En noviembre de 2005, debido a la creación por parte de Prisa de la cadena de televisión Cuatro, pasó a dirigir Noticias Cuatro fin de semana, informativo que ha presentado durante nueve temporadas con Marta Reyero.
En 2010 se incorporó a la Junta Directiva de la Academia de las Ciencias y las Artes de Televisión de España, presidida por Manuel Campo Vidal, de la que fue, junto con la desaparecida Concha García Campoy, uno de sus portavoces. En 2011, Sogecuatro se fusiona con Gestevisión Telecinco y desde entonces pertenece a Mediaset España. En televisión dirigió y presentó con anterioridad varios programas de debate social y político en Telemadrid y en Localia Televisión, como "Los tres pies del gato" y "Voz y voto".
Editó y presentó Noticias Cuatro 2, de lunes a viernes, desde septiembre de 2014.
Moderador habitual de debates y conferencias, imparte también clases universitarias en distintos centros de Madrid. Como profesor asociado, ha expuesto su experiencia en radio y televisión en la Universidad Rey Juan Carlos y ha formado parte del cuadro docente del Máster de Periodismo de la Universidad Antonio Nebrija, así como del Máster en Reporterismo en Televisión, asimismo en la Universidad Rey Juan Carlos. Además, ha moderado el Foro Cisneros de debates políticos en Alcalá de Henares y ha escrito artículos de prensa en la edición madrileña de La Vanguardia y en el semanario El Siglo. Ha recibido dos veces la Antena de Plata de radiodifusión, entre otros galardones.
En febrero de 2016 comenzó a presentar el programa de debate político Toma partido del canal Cuatro. Desde enero del 2017 presentó Noticias Cuatro noche con Ane Ibarzabal.

### Secretario de Estado de Comunicación
El 6 de junio de 2018 se anuncia su marcha de Cuatro (cadena en la que estaba desde su fundación) y de Mediaset España al ser nombrado secretario de Estado de Comunicación por el presidente del Gobierno Pedro Sánchez.
Durante la pandemia de enfermedad por coronavirus de 2020 en España, por cuestiones sanitarias las ruedas de prensa dejaron de ser presenciales y se utilizaron métodos telemáticos. Algunos medios encabezados por Libertad Digital, El Mundo y ABC consideraron que esta fórmula diseñada por Miguel Ángel Oliver impedía preguntar directa y libremente, por lo que en abril de 2020 decidieron suspender su participación en las ruedas de prensa del Gobierno. Finalmente, la Secretaría de Estado de Comunicación consensuó con las principales asociaciones de prensa de España la aplicación de un modelo de ruedas de prensa por videoconferencia y rotación de medios que volvió a abrir una vía directa de preguntas al presidente del Gobierno y los restantes miembros del Gobierno.

### Presidente de la Agencia EFE
En diciembre de 2023 se hizo público que el Gobierno de Pedro Sánchez propondría a Oliver, exjefe de prensa de La Moncloa, como próximo presidente de la Agencia EFE. Esta propuesta consiguió un rechazo generalizado, tanto de la oposición política como de los medios de comunicación. En este último caso, destaca El País, que dedicó su editorial del día 8 de diciembre de 2023, «Respeto a la agencia Efe», a alertar de que su nombramiento producía «un daño innecesario al decoro institucional» al considerar que Oliver ser una persona «sin la más mínima apariencia de imparcialidad», y recordó su tiempo al frente de la Secretaría de Prensa de La Moncloa, en la que «destacó por la protección militante del Gobierno por encima del servicio a los medios».
La Comisión Constitucional del Congreso de los Diputados avaló su nombramiento con el apoyo del PSOE, Sumar, los partidos nacionalistas vascos y catalanes, así como Coalición Canaria. Por su parte, votaron en contra el PP y Vox. Posteriormente, el Consejo de Administración de la SEPI —matriz de Efe— formalizó el nombramiento.